# Cinquième livre de madrigaux (Monteverdi)
Pour les articles homonymes, voir Cinquième livre de madrigaux.

Le cinquième livre de madrigaux (titre original en italien, Quinto libro dei Madrigali) est un recueil de treize madrigaux à cinq voix (dont deux en plusieurs parties enchaînées) composés par Claudio Monteverdi et publiés en 1605.

## Effectif vocal
Les madrigaux sont composés pour cinq voix, à savoir le canto qui correspond à la voix supérieure (souvent tenue dans les interprétations modernes par une soprano), la deuxième voix,  l'alto (mezzo-soprano, contralto, ou contre-ténor), ensuite le tenore (ténor), le basso (basse), et le quinto. Cette dernière partie n'équivaut pas à une tessiture précise, mais pouvait être chantée par une deuxième soprano, alto ou ténor selon les madrigaux. On désignait cette partie dans les traités musicaux du XVIe siècle sous la dénomination de vox vagans, signifiant « voix errante ».

## Poétique: Vers le madrigal « dramatique »
Les madrigaux du cinquième livre présentent la particularité de n'être composés que sur des textes de Giovanni Battista Guarini, à l'exception d'un seul ( le n°6, Che dar più vi poss'io ?), anonyme. 
Monteverdi fait de larges emprunts à la pastorale de Guarini, Il Pastor fido (le berger fidèle) et organise ainsi les poèmes de manière presque dramatique, au sein d'un unique madrigal (n°4) dont la durée dépasse le quart d'heure...

## Les madrigaux
1. Cruda Amarilli
2. O Mirtillo, Mirtill'anima mia
3. Era l'anima mia
4. Ecco, Silvio, colei – 1e partie 
 Ma, se con la pietà – 2e partie 
 Dorinda, ah, diro mia – 3e partie 
 Ecco, piegando le genocchie – 4e partie 
 Ferir quel petto, Silvio ? – 5e partie
5. Ch'io t'ami – 1e partie 
 Deh, bella e cara – 2e partie 
 Ma tu, piu che mai dura – 3e partie
6. Che dar più vi poss'io ?
7. M'è più dolce il penar per Amarilli
8. Ahi, come a un vago sol cortese giro
9. Troppo ben puo questo tiranno Amore !
10. Amor, se giusto sei
11. T'amo, mia vita !
12. E cosi, a poco (à sept voix)
13. Questi vaghi concenti (à 9 voix)

## Orientation musicale: un chef-d'œuvre de transition
Le cinquième livre de madrigaux est constitué de deux groupes de madrigaux : les quatre premiers sont encore composés dans un style proche de celui des grands représentants de la prima prattica, tels Carlo Gesualdo et Luca Marenzio, tandis que les quatre derniers opèrent une rupture radicale, en augmentant le nombre des parties chantées de manière presque chorale, et en faisant appel à un groupe instrumental pour les accompagner. Ce groupe d'instruments est chargé de la basse continue.

### De la « théâtralisation » du madrigal aux futurs opéras
Les six derniers madrigaux sont composés avec une basse continue obligato, ce qui modifie considérablement la déclamation, plus tournée vers le solo que ne permettait l'écriture en contrepoint classique.
Cette seconde partie du cinquième livre est donc résolument tournée vers l'avenir : Avec le madrigal « concertant », Monteverdi montre la voie pour une nouvelle orientation de la musique, où les artifices contrapuntiques sont supplantés par des airs mélodieux et accompagnés. Les subtilités de l'harmonie modales, et jusqu'aux audaces chromatiques des livres précédents s'effaceront pour une recherche d'efficacité dramatique, dans la clarté de la tonalité naissante.
Deux ans après la publication de ces madrigaux, Monteverdi créera son premier opéra, l'Orfeo, à Mantoue.

### Dédicace
Le cinquième livre de madrigaux est dédié à Vincenzo Ier de Gonzague, duc de Mantoue.

## Partition
- Madrigali a cinque voci. Libro quinto. Di nuovo ristampato, Stampa del gardano, Venise 1615, imprimée par Riccardo Amadino.
- Malipiero, édition moderne : Tutte le opere di Claudio Monteverdi, ed. Universal, Vienne, 1927.

## Discographie
- Monteverdi : Quinto libro de madrigali. 1605, Concerto Italiano, dir Rinaldo Alessandrini (opus 111 OPS-30-166, 1996)
- Monteverdi : Quinto libro dei madrigali. 1605, La Venexiana (Glossa GCD 920925, 2007)